# Alfred Hayes (Schriftsteller)
Alfred Hayes (* 18. April 1911 in London; † 14. August 1985) war ein englischer Schriftsteller. Er verfasste Drehbücher für Kino und Fernsehen, Romane und Gedichte. Hayes lebte in Italien und in den Vereinigten Staaten. Am bekanntesten ist er für sein Gedicht „Joe Hill“ („I dreamed I saw Joe Hill last night…“), das von Earl Robinson vertont wurde.

## Leben
Hayes wurde in London geboren, graduierte am City College von New York (jetzt der City University of New York zugehörig), arbeitete kurzzeitig als Zeitungsreporter und begann in den 1930er Jahren mit seinem literarischen Schaffen. Während des Zweiten Weltkrieges diente er in Europa in den U.S. Army Special Services (der „Kampfmoral-Division“). Danach lebte er in Rom und wurde Verfasser von Drehbüchern für Filme des Italienischen Neorealismus. Als Mitautor von Roberto Rossellinis Film Paisà (1946) war er für einen Oscar nominiert; eine weitere Oscarnominierung erhielt er 1951 für Teresa. Hayes arbeitete zudem seinen Roman The Girl on the Via Flaminia in ein Bühnenstück um; 1953 wurde es als Un acte d’amour (Ein Akt der Liebe) verfilmt. Er war ein nicht erwähnter Mitautor von Vittorio de Sicas neorealistischem Film Fahrraddiebe (1948), für den er auch die englischen Untertitel schrieb.
Zu seinen Drehbüchern in den USA gehören The Lusty Men (1952, Regie Nicholas Ray) und die Filmbearbeitung des Musicals Lost in the Stars von Maxwell Anderson und Kurt Weill (1974). Hayes verfasste unter anderem Fernsehdrehbücher für die amerikanischen Serien Alfred Hitchcock Presents, The Twilight Zone und Mannix.
Sein Bruder Raphael Hayes (1915–2010) war ebenfalls als Drehbuchautor tätig.

## Werke

### Gedichtbände
- The Big Time (1944)
- Welcome to the Castle (1950)
- Just Before the Divorce (1968)

### Romane
- All Thy Conquests (1946, deutsch Alle deine Siege)
- The Girl on the Via Flaminia (1949, deutsch zuerst unter dem Titel Das Mädchen auf der Via Flaminia, später als Ein Akt der Liebe erschienen)
- Shadow of Heaven (1947)
- In Love (1953)
  - Deutsch zuerst 1956 unter dem Titel Liebe lud mich ein in der Übersetzung von Carl Bach im Rowohlt Verlag erschienen. Diese Übersetzung erschien 1962 auch als Taschenbuchausgabe und wurde 1991 unter dem Titel In Love neu aufgelegt. 2015 erschien, ebenfalls unter dem Titel In Love, eine neue Übersetzung von Matthias Fienbork im Verlag Nagel & Kimche.[1]

- My Face for the World to See.1958
  - Alles für ein bisschen Ruhm. Übersetzung Matthias Fienbork. Nagel & Kimche, 2016, ISBN 978-3-312-01007-3
- The Stockbroker, the Bitter Young Man, and the Beautiful Girl (1973)

### Kurzgeschichten
- The Temptations of Don Volpi (1960)

### Drehbücher
- 1946: Paisà
- 1952: Die Draufgänger (The Lusty Men)
- 1952: Vor dem neuen Tag (Clash by Night)
- 1954: Lebensgier (Human Desire)
- 1955: Die linke Hand Gottes (The Left Hand of God)
- 1957: Giftiger Schnee (A Hatful of Rain)
- 1957: Heiße Erde (Island in the Sun)
- 1958: Der Barbar und die Geisha (The Barbarian and the Geisha)
- 1959: Tausend Berge (These Thousand Hills)
- 1960: Der Kommandant (The Mountain Road)
- 1967: Der doppelte Mann (The Double Man)
- 1976: Der blaue Vogel (The Blue Bird)